# 董志华
董志华（1969年7月—），女，吉林长春人，中华人民共和国外交官，曾任中华人民共和国驻珀斯总领事。

## 生平
1991年，进入中华人民共和国外交部工作，先后在外交部国际司、常驻联合国日内瓦办事处和瑞士其他国际组织代表团、常驻联合国代表团、外交部军控司任职。2015年，任外交部军控司副司长。2019年4月，出任中华人民共和国驻珀斯总领事。